# تعشيق الخشب

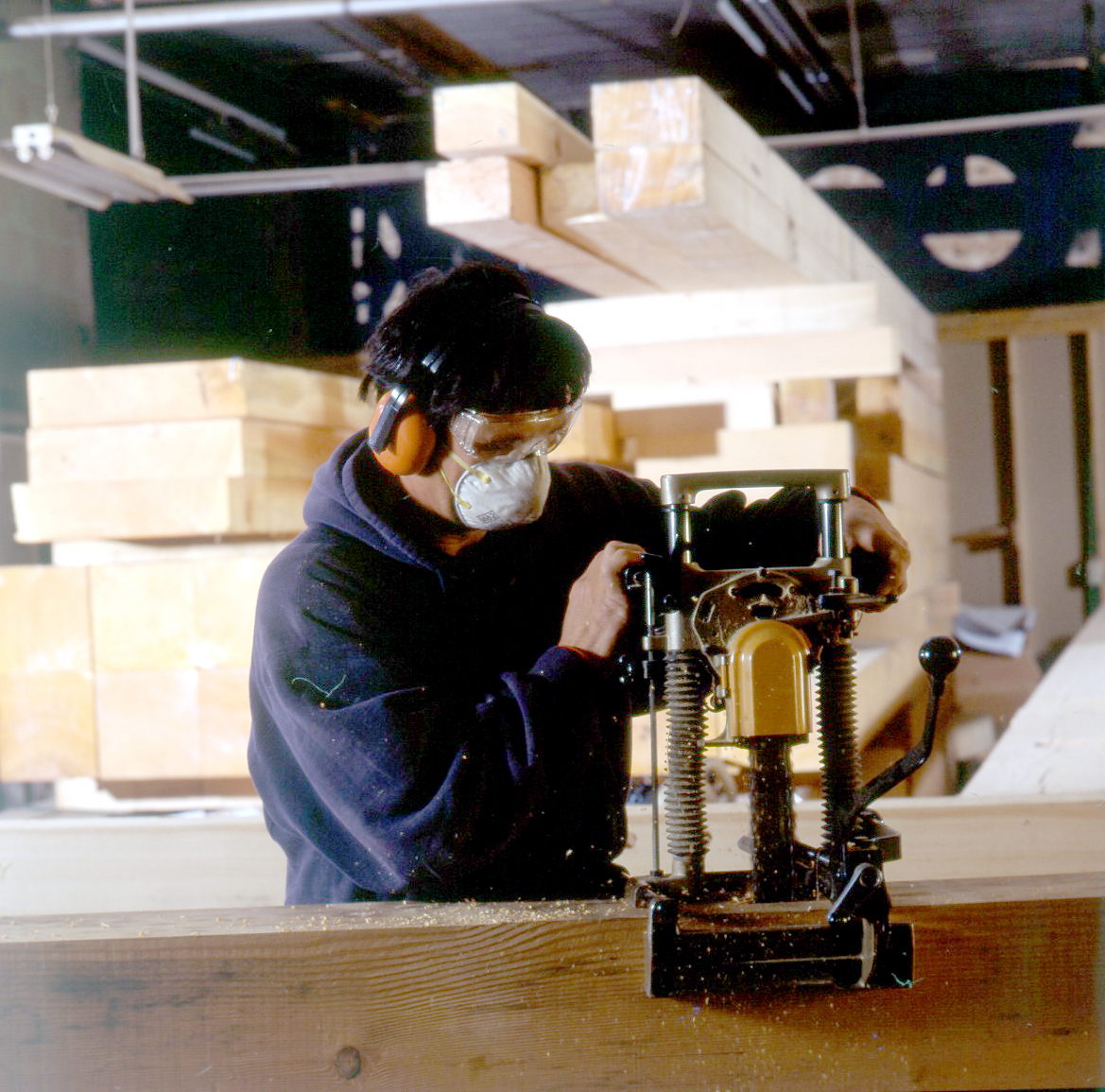

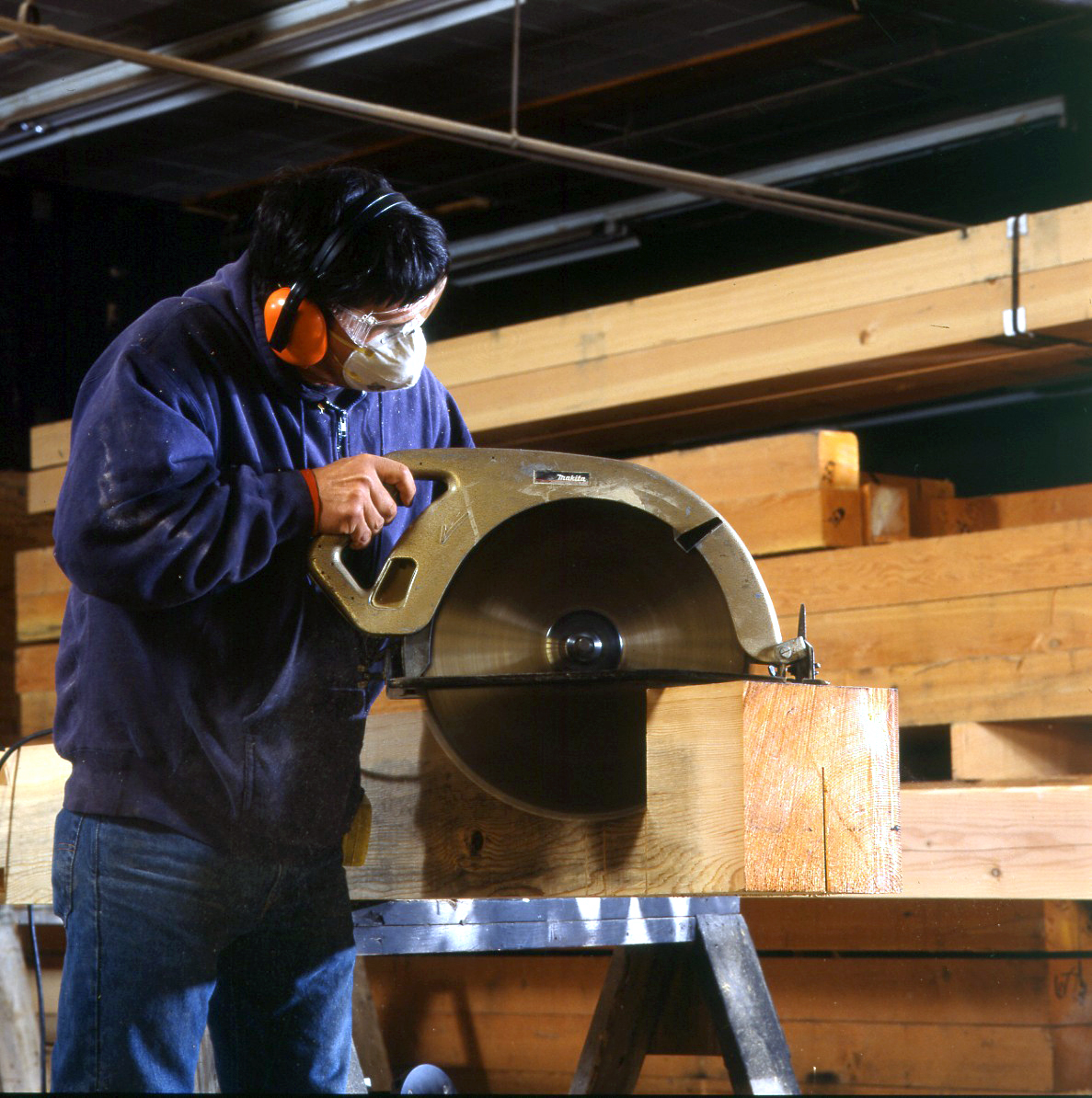
يستخدم العامل منشارًا دائريًا كبيرًا لقطع المفاصل

التعشيق هي جزء من الأعمال الخشبية التي تتضمن ربط قطع من الخشب أو الخشب المصنوع هندسيًا أو البدائل المصطنعة (مثل الصفائح) لإنتاج عناصر أكثر تعقيدًا. تَستخدم بعضُ التعشيقات مثبتاتٍ أو روابطَ أو موادَ لاصقة، بينما يستخدم البعض الآخر عناصر خشبية فقط (مثل المسامير أو تركيبات النقر واللسان).